# Blažej Slanina
Blažej Slanina (latinsky Blasius Slaninus; 3. února 1588 Jindřichův Hradec – 5. května 1653 Jičín) byl český právník, jezuita, profesor teologie na Ferdinandově univerzitě v Praze (Univerzita Karlova) v letech 1633–1636 rektor olomoucké univerzity, v letech 1639–1643 také rektor Ferdinandovy univerzity v Praze a v letech 1649 až 1652 provinciál české jezuitské provincie. 

## Život

### Mládí a studia
Narodil se v Jindřichově Hradci v jižních Čechách. Od svých dvanácti let navštěvoval zdejší jezuitskou kolej, založenou roku 1594 Adamem II. z Hradce a jeho manželkou Kateřinou z Montfortu, po dokončeném gymnaziálním studiu roku 1607 roku 1609 přesídlil na jezuitskou kolej v Brně, odkud již následujícího roku přešel na kolej sv. Klimenta v Praze. Roku 1611 se opět vrátil do Jindřichova Hradce, krátce pak působil jako profesor gramatické třídy jezuitského gymnázia v Českém Krumlově. V dalším studiu pokračoval od roku 1615 na jezuitské univerzitní koleji v Olomouci. Dosáhl zde titulu magistra, jeho doktorská teologická studia pak přerušilo propuknutí českého stavovského povstání a vlna vyhánění katolických duchovních, především jezuitů, z českých zemí. 

### Teolog a pedagog
Po porážce povstání v bitvě na Bílé hoře působil v letech 1621–1623 jako profesor logiky, fyziky a metafyziky olomoucké koleje. Roku 1624 byl pak pověření provinciála jezuitů Řehoře Rumera vyslán na misijní pobyt do Jihlavy, kde spolu s Janem Ostrčilem pomáhal při založení zdejší jezuitské koleje sv. Michala, vzniklé zde roku 1627. Jelikož kolem roku 1625 sužovala Jihlavu morová epidemie, sídlili jezuité na nedalekém statku v Kynicích. Krátce pobyl na misii v Litoměřicích, po několik měsíců roku 1625 byl pak spolu s jezuitou Ondřejem Nigrinem vyslán na misii na panstvích Jiřího Viléma Michny z Vacínova v Chýších u Bechyně a Netvořicích u Neveklova (zde o rok později vypuklo rozsáhlé selské povstání). Již roku 1625 se Slanina opět vrátil na kolej sv. Klimenta v Praze, kde roku 1627 dokončil svá teologická studia a získal titul doktora. 
Následně byl pak roku 1627 vyslán do Jičína na panství Albrechta z Valdštejna, kde byl pověřen vedením nově vznikající rozsáhlé jezuitské koleje. Před rokem 1633 pak z Jičína odešel, možná v souvislosti se slábnutím doležitosti Albrechta z Valdštejna (což souviselo s jeho následným zavražděním roku 1634 v Chebu), a vrátil se do Olomouce. Zde se stal roku 1633 rektorem zdejší jezuitské univerzitní koleje, jako vůbec první etnicky český olomoucký kolejní rektor, funkci pak vykonával do roku 1636. V dalších letech se opětovně přesunul do Prahy, kde v letech 1639 až 1643 vykonával funkci rektora jezuitské univerzitní koleje u sv. Klimenta. V letech 1644–1647 byl znovu rektorem jičínské koleje. Na závěr své teologické kariéry vykonával v letech 1649 až 1652 úřad provinciála české jezuitské provincie, tedy nejvyššího představitele Tovaryšstva Ježíšova v českých zemích.
Po opuštění funkce odešel na jezuitskou kolej do Jičína, kde strávil svá poslední léta. 
Zemřel 5. března 1653 v Jičíně ve věku 65 let a byl zde patrně také pohřben.